# Sukasaba
Sukasaba is een bestuurslaag in het regentschap Pandeglang van de provincie Banten, Indonesië. Sukasaba telt 3737 inwoners (volkstelling 2010).